# Famille de Meudon
La famille de Meudon est une famille éteinte de la noblesse française, d’extraction médiévale, très certainement originaire d’Île-de-France.

## Histoire
Elle est une famille de la noblesse française, liée à l'histoire de la ville de Meudon dans le département des Hauts-de-Seine en Île-de-France, en France.
Elle a donné[réf. nécessaire] : 
- un panetier du roi Philippe le Bel : Robert de Meudon en 1305[réf. nécessaire] ;
- deux maîtres de la vénerie du roi des années 1313 et 1315 : Henri de Meudon et Jean de Meudon en 1346[réf. nécessaire] ;
- deux maîtres enquêteurs des Eaux et Forêts de France : Henri de Meudon en 1335 et Jean de Meudon en 1355[réf. nécessaire].

La famille de Meudon semble s'éteindre avec Marguerite de Meudon, la femme de Jean de Gaillonet au début du XVe siècle[réf. nécessaire].

## Personnalités

### Étienne de Meudon
Étienne de Meudon eut les dîmes de bleds et de vin que lui céda Amaury d'Issy en faveur duquel la communauté les avait aliénées et érigées en fief. Il les revendit en 1231 le prix de cent livres parisis à Eudes Abbé de Saint-Germain qui lui en conféra le fief pour lui et ses héritiers à condition qu'il relèverait de lui. Étienne de Meudon vend le tout en 1236 à Simon Abbé de Saint-Germain à savoir ses dimes de bled et de vin du territoire de Meudon dont il jouissait encore.

### Robert de Meudon

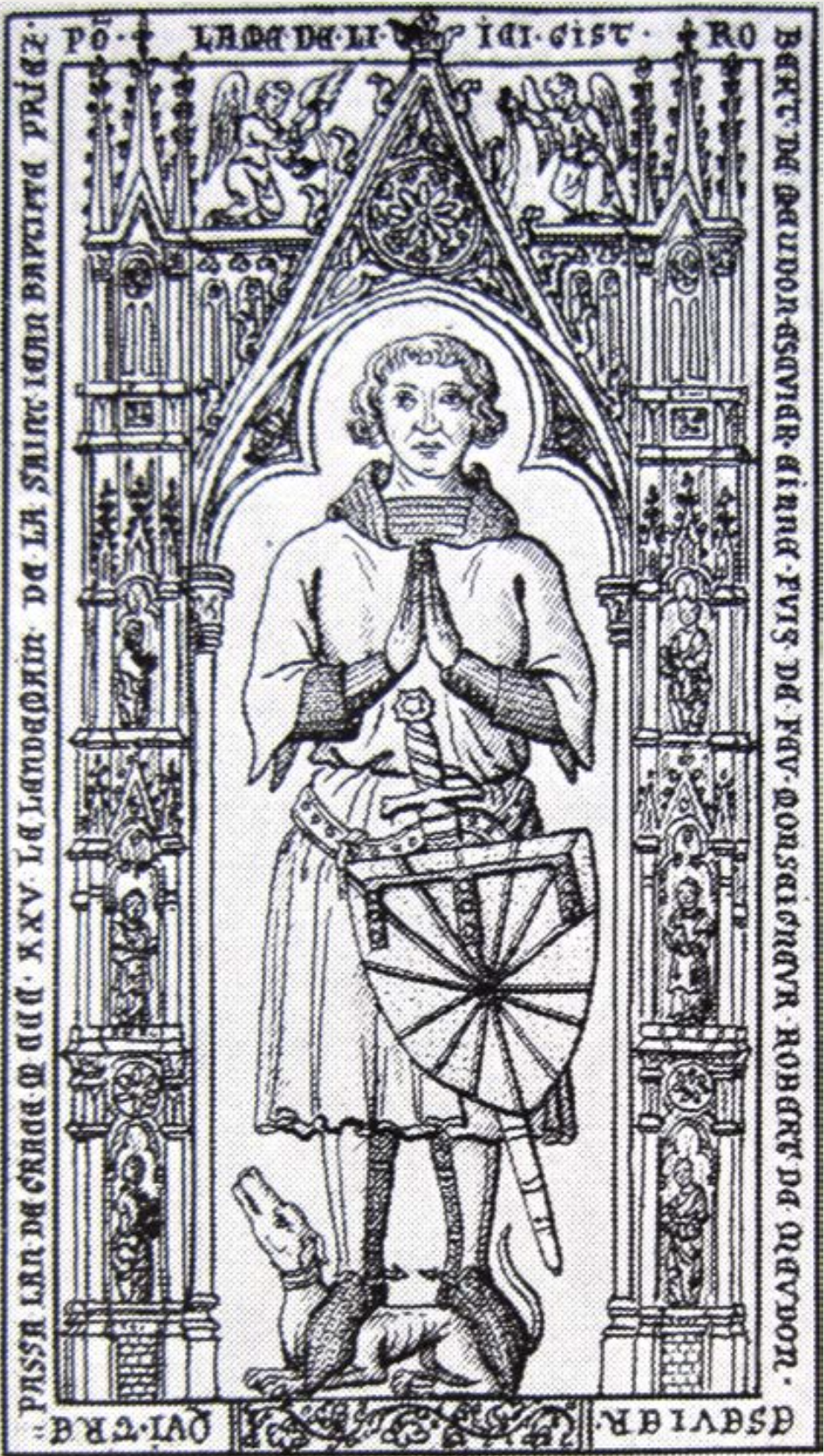
Robert de Meudon.

Robert de Meudon est connu premièrement par une Charte du mois de novembre 1305 par laquelle le roi lui donne un mas à Saint Germain en Laye. Il y est dit panetier du roi Philippe le Bel,. Dans une autre charte de l'an 1307, outre la qualité de panetier il est dit concierge de Saint-Germain-en-Laye. Il est connu ensuite par le livre rouge de la Chambre des comptes où il est marqué que Philippe le Bel lui assigna en 1310 de l'avoine au lieu de cinquante livres parisis. Il fut concierge de Saint-Germain-en-Laye ou capitaine de la Forêt en 1337. Il fut inhumé au prieuré de Hennemont, où l'on pouvait lire sur sa tombe « Cy gist Monseigneur de Meudon jadis chevalier notre Sire le Roy & Concierge de Saint Germain en Laye, qui trespassa l'an mil CCC & XX ». Ameline sa femme mourut en 1328. Robert son fils aîné mourut dès 1325.

### Henri de Meudon
Le chevalier Henri de Meudon fils de Robert. Il était maître de la vénerie du roi. Il était apparemment le frère de Jean de Meudon chanoine de Noyon.

### Jean de Meudon

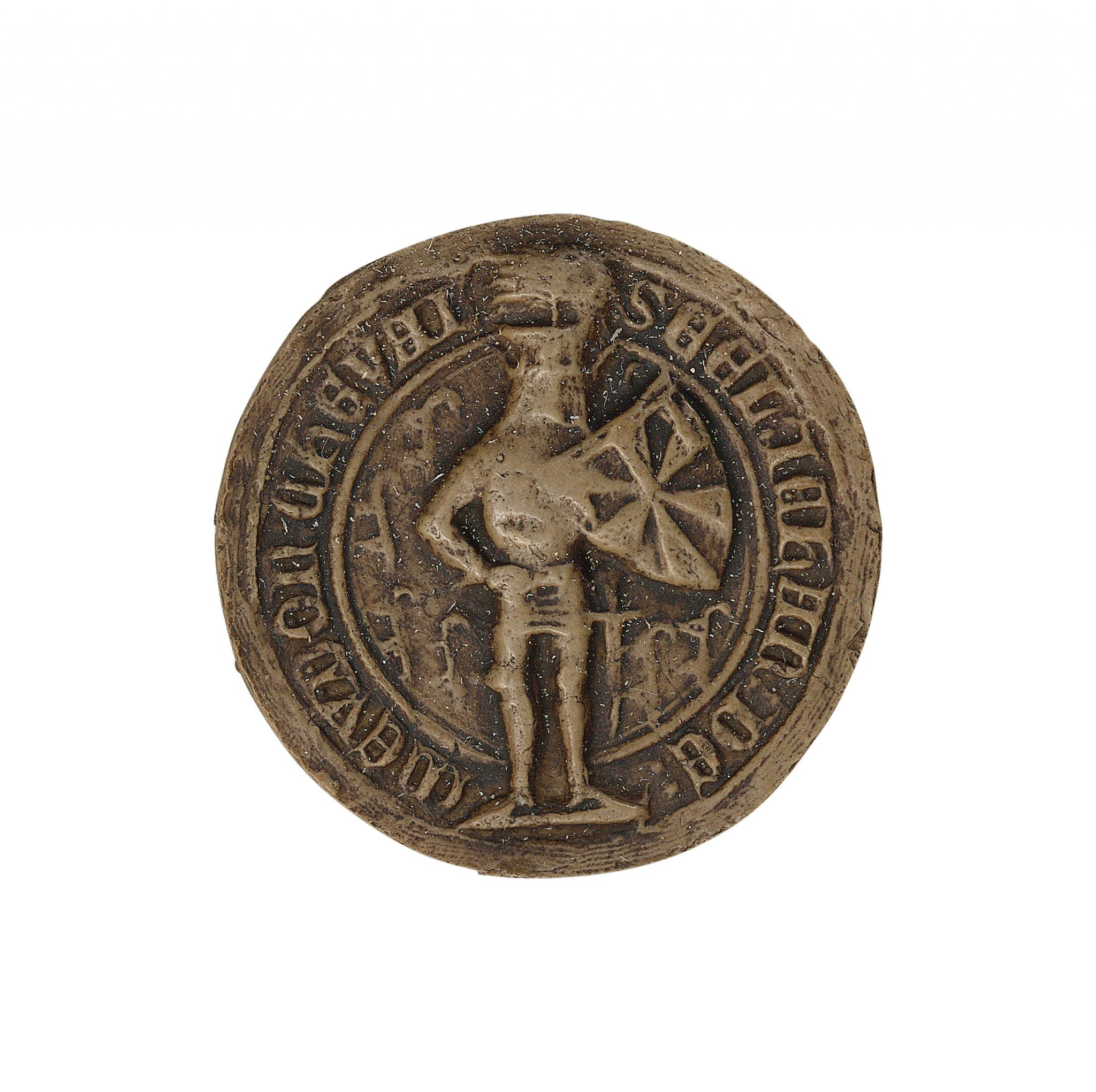
Empreinte de Jean de Meudon, chevalier.

Jean de Meudon, chanoine de Noyon de par son testament de l'an 1343 légua aux chartreux de Paris son manoir du Val de Meudon, estimé de la valeur de trente livres de rente. Ce même Chanoine de Noyon avait été délégué en 1334 par Jean XXII avec l'abbé de Sainte-Geneviève pour contraindre les religieuses de Longchamp à admettre parmi elles certaines religieuses. Il possédait également la ferme des Moulineaux alors située sur le territoire de Meudon.

### Jeanne de Meudon
Jeanne de Meudon, femme de Guillaume le Bouteiller de Senlis, mourut en 1353 et fut inhumée dans l'église de l'abbaye d'Herivaux. Parmi les personnes qui ont illustré Meudon vers celle époque, on peut citer ici Jean le Bâcle, dit de Meudon, chevalier qui fut prévôt de Paris en 1359.

### Garnier de Meudon
Garnier de Meudon était maître des Requêtes en 1369. Il pourrait être fils de Robert de Meudon, panetier du roi Louis Le Bel.

### Bureau de Meudon
Bureau de Meudon est le fils du chevalier Jean de Meudon. Bureau fut échanson du roi,.

### Marguerite de Meudon
Marguerite de Meudon est la fille du chevalier Jean de Meudon et la sœur de Bureau de Meudon. Les deux enfants se partagèrent la succession de leur père Jean de Meudon le 11 juillet 1391.
Marguerite épousa Jean de Gaillonet, chevalier chambellan du roi. Il semble qu'ils aient eu une fille, Jeanne de Gaillonnet, dernière descendante de la famille de Meudon. Le 17 juillet 1415, Jean de Mont-Revel, époux de Jeanne de Gaillonnet — qui possédait le fief noble du château de Meudon — le vendit avec le consentement de sa femme à Augustin Ysbare.

## Pour approfondir